# Staročernsko
Staročernsko (německy Gunstdorf) je vesnice, část statutárního města Pardubice. V roce 2021 zde žilo 215 obyvatel. Nachází se na východním okraji Pardubic.
Ves byla založena roku 1781. Od roku 1976 je Staročernsko spojeno s Pardubicemi a od roku 1994 je součástí městského obvodu Pardubice IV.
Staročernsko je také název katastrálního území o rozloze 1 km2.